# University of Eswatini
Die University of Eswatini (kurz UNESWA, bis 2018 University of Swaziland, UNISWA) ist die zentrale staatliche Hochschuleinrichtung des Königreichs Eswatini.

## Geschichte
Die Gründung erfolgte 1982. Deren institutionelle Basis bestand in einer älteren Hochschuleinrichtung. 1964 war in Roma die University of Basutoland, Bechuanaland Protectorate and Swaziland entstanden, die 1966 in University of Botswana, Lesotho and Swaziland (U.B.L.S.) umbenannt wurde. 1975 löste sich der Verbund auf. Die National University of Lesotho erlangte in diesem Prozess ihre Eigenständigkeit, Eswatini und Botswana bildeten zusammen die University of Botswana and Swaziland. 1982 wurde auch dieser Verbund aufgelöst, so dass die UNISWA und die University of Botswana neu entstanden.
1966 entstand das Swaziland Agricultural College and University Centre in Luyengo. Heute ist es ein Teil der UNESWA. 1996 wurde mit Mbabane ein weiterer Ort Sitz einer Fakultät. 2018 wurde die Universität im Zuge der Umbenennung des Staates in University of Eswatini umbenannt.

## Aufbau der Universität
Die University of Eswatini ist auf den Ort Kwaluseni konzentriert, der zwischen der Hauptstadt Mbabane und dem industriellen Zentrum Manzini liegt. In Luyengo befindet sich die Faculty of Agriculture, in Mbabane die Faculty of Health Sciences. Die Entfernung zwischen den Campusstandorten beträgt maximal 40 Kilometer. Die Universität bietet vor allem Bachelor-Abschlüsse an. Lediglich in Agrarwissenschaften, Chemie, Erziehungswissenschaften und Geschichte gibt es Master-Studiengänge. 
Kanzler ist jeweils der König von Eswatini, derzeit Mswati III. Von 298 akademischen Mitarbeitern sind 202 Swasi.
Die Universität besteht aus den folgenden Fakultäten:
- Faculty of Education (Erziehungswissenschaften)
- Faculty of Humanities (Geisteswissenschaften)
- Faculty of Commerce (Betriebswirtschaft)
- Faculty of Science (Naturwissenschaften)
- Faculty of Social Science (Sozialwissenschaften)
- Faculty of Agriculture (Agrarwissenschaften)
- Faculty of Health Sciences (Gesundheitswissenschaften)[3]

## Bekannte Alumni
- Patrice Motsepe, südafrikanischer Unternehmer
- Tokyo Sexwale, südafrikanischer Politiker und Unternehmer
- Lindiwe Sisulu, südafrikanische Politikerin

## Sonstiges
Der Wahlspruch ist Siswati und lautet Umculu Sisekelo Sesive (deutsch: „Das Geschriebene ist die Säule der Nation“).